# 郑州大学

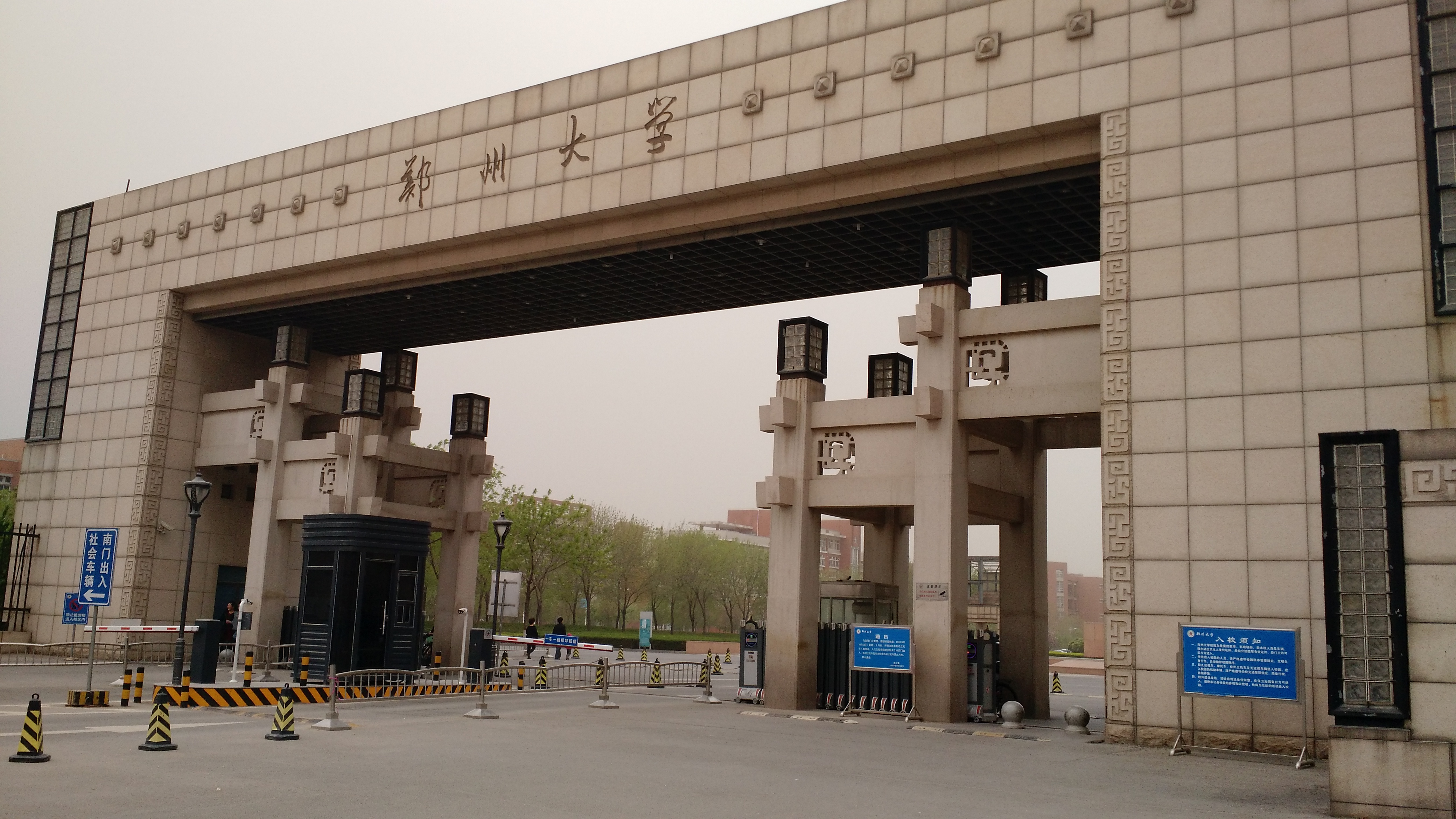
郑州大学东门

郑州大学（英語：Zhengzhou University），简称郑大，是一所位于中国河南省郑州市的综合性公立大学。1955年，中共中央鉴于原国立河南大学已不复存在，河南高等教育缺乏综合型大学的情况，决定将山东大学迁往郑州，组建河南大学。但鉴于山东省挽留，在1956年2月，中共中央决定改由山东大学、北京大学、吉林大学、东北大学给予支援创办一所新的大学，并定名为郑州大学。学校同年秋季开始招生。2000年7月，原郑州大学、郑州工业大学和河南医科大学合并组建新的郑州大学。
郑州大学是中华人民共和国前列高校之一，是“双一流B类”和原“211工程”重点建设大学。现今，郑州大学拥有力学、化学、物理工程、信息工程、材料科学、文学、新闻与传播、法学、基础医学等51个院系、116个本科专业，10所附属医院。郑州大学共有四个校区（主校区、南校区、东校区、北校区），总占地面积6493亩，是河南唯一的国家原211工程重点建设高校，也是国家“中西部高校综合实力提升工程”高校、教育部首批“卓越计划”重点建设高校。截止2021年9月，郑州大学10个学科（领域）ESI排名全球前1％，其中化学ESI排名全球前1‰；现有教职工5700余人，其中专职两院院士、学部委员17人，同时有海外院士4人。长期以来，郑州大学承担了河南省1/2博士、1/3硕士和1/4进入211工程高校本科生的培养工作，享有河南省“高等教育旗帜”的美誉。在武书连出版的《2020年中国重点大学排行榜》中位列全国高校36位，校友会中国大学排名中列大陆高校40位；US News世界大学排名2021年榜单中列中国高校第62位；在2020年9月的ESI学术机构排名中列全球第607位，列全国高校第39位；Nature Index 2020（2018.10-2019.9）列中国大陆机构第35名。

## 历史

### 建校初期

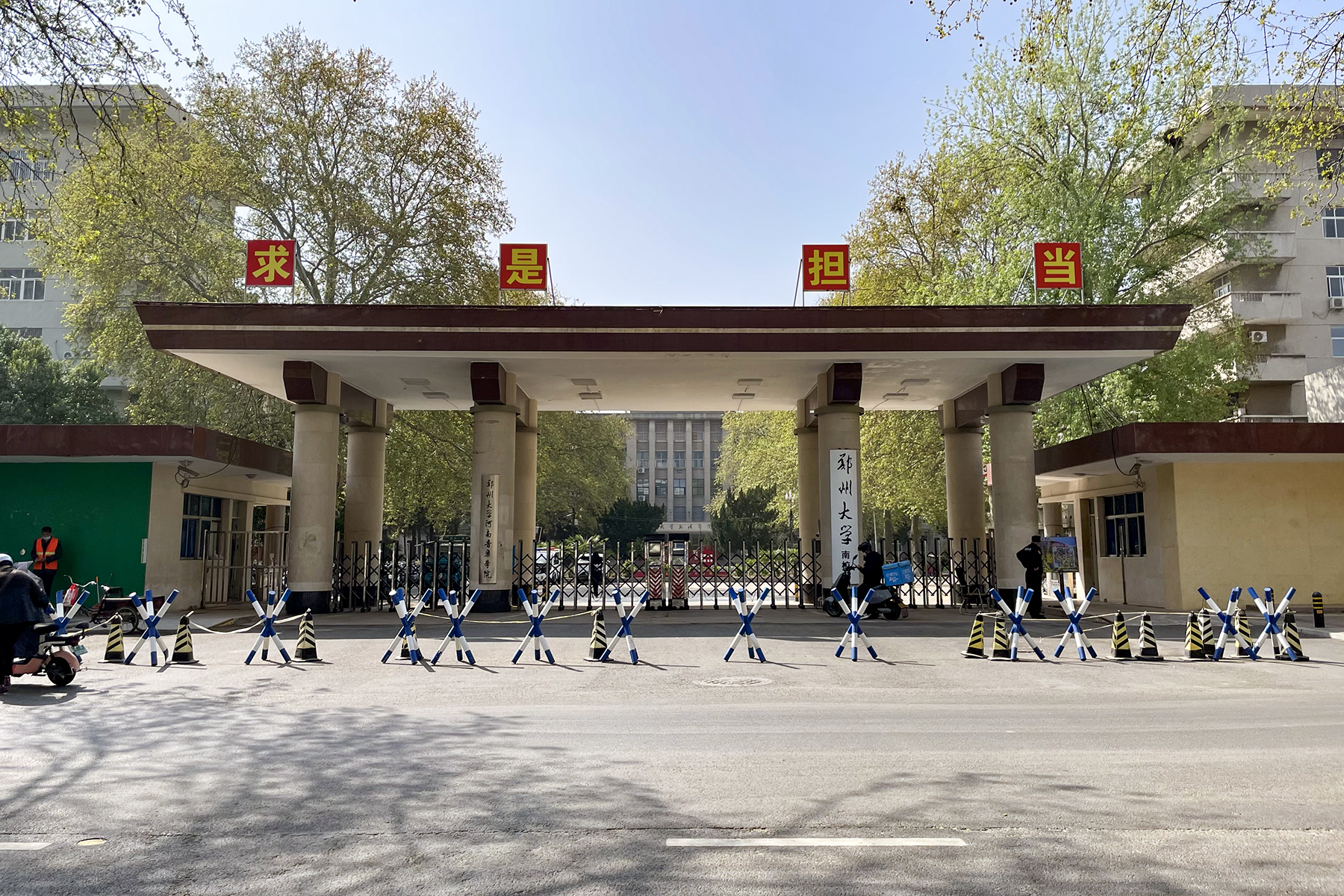
郑州大学南校区北门

1950年代，中国大陆效仿前苏联进行全国高等学校院系调整，同时拟将一批沿海及东部地区高校迁往中西部地区，1954年中共中央、政务院决定把山东大学由青岛迁往郑州建立河南大学。1955年，经高等教育部同意成立了河南大学筹备委员会，原国立河南大学副校长嵇文甫任主任。后来经过山东省的挽留，高等教育部经过审慎研究，考虑到山东大学搬迁后可能需要在山东再建立一所大学，遂决定由山东大学负责并提供师资，于新设立的河南省会郑州市设立一所新的大学。1956年2月，中央高等学校规划会议上正式确定，在郑州新建的大学更名为“郑州大学”。同年4月，山东大学派总务长兼化学系主任，教授刘椽博士率干部教师在郑州建设区的菜王、焦家门、蜜蜂张和兑周四个村征地922亩作为郑大首期建校用地。同时北京大学、吉林大学、东北大学等也给予了师资支援，此即郑州大学之肇始。
1956年8月，报教育部批准，郑州大学作为教育部直属大学，其数，理，化三系面向全国开始招生，并由郭沫若先生题写了校名，同年9月15日举行了开学典礼。前两年面向全国招生，采用苏联教材，全校教授俄语。但因在全国院系调整中以原国立河南大学为首的一批河南省本省高校损失惨重，院系多流失至省外，故1958年经河南省政府请求，部属郑州大学划归河南省管理，成为地方省属大学，同时郑大改为面向省内招生。1958年增设了政治、历史、中文三系。1959年，在天津大学、大连工学院（大连理工大学前身）、武汉大学等兄弟院校的支援下，增设了土建、机械、水利和电机4个系。1960年，增设外文系。1961年，郑州师范学院并入，其历史可追溯到1902年在开封成立的河南大学堂。1962年，河南省应用物理研究所并入郑州大学，同时地理系调出至开封师范学院。1963年，以郑州大学土建、水利、机械、电机四系为基础组建化工部所属郑州工学院（即后来之郑州工业大学）。

### 文革时期
文化大革命期间郑大停办6年(1966年-1972年)。1966年6月1月晚，中央人民广播电台播送了北京大学聂元梓等七人的大字报，6月2日晚上，中文系14位学生贴出了全校第一张批评校党委的大字报《请问学校领导，对文化大革命究竟抱什么态度？》，他们在大字报中批评校党委压制群众运动。当夜，校党委派人向省文革小组杨蔚屏（省委书记处书记）汇报情况。获得了杨蔚屏“省委是相信郑大党委的”的回复。有了省委表态，郑州大学党委书记兼校长王培育连夜召开党委扩大会议对学生进行批评。6月3日，保党委的人贴出了“郑大不是北大”、“反对校党委就是反党”等大字报。但6月18日，在历史系学生的带领下，部分学生聚集到文科楼前声讨王培育镇压学生运动迫害阶级兄弟的罪行。当天，省委决定撤销王培育郑大文化大革命领导小组组长职务，7月31日进一步撤销其党内外一切职务（1978年12月平反）并改组校党委。8月15日，中文系学生党言川串联部分同学成立“郑州大学文化革命联络委员会”（简称“郑大联委”）。1967年2月14日，党言川接到清华大学井冈山负责人蒯大富支持他的电报。接着，北京和全国许多著名的造反派组织都表态支持“郑大联委”。1967年11月1日，郑州大学革命委员会成立，党言川担任革委会主任。1969年1月至7月，全校师生到西平县二郎公社接受贫下中农再教育。同年11月，作为“战备疏散”，全校搬迁到郾城县新店公社。1970年7月最后一届学生分配工作。1971年2月郑大搬迁回郑州。1972年开始招收三年制推荐学员。1976年文革结束。

### 恢复发展
1977年学校恢复高考招生。
1981年，河南医科大学、郑州大学成为大陆首批拥有研究生学位授予权的151所教学科研单位之一。其中河南医科大学获得博士学位学位授予权，郑州大学获批硕士学位授予权。
1984年计算机科学系分出数学系单独建系。
1991年黄河大学并入。
1992年河南体育专科学校并入。
1993年郑州大学获批博士学位授予权。
1996年列入中国国家“211工程”建设行列，成为大陆21世纪教育振兴计划行列中重点建设的大学之一，亦为河南省唯一入选的高等院校。

### 2000年代
2000年7月10日，在时任河南省省长李克强主导下，原郑州大学、郑州工业大学、河南医科大学合并组建新郑州大学。
2001年8月，由时任华南理工大学建筑设计院院长何镜堂院士主持与设计的郑州大学新校区在郑州市高新区开始建设，总投资19.67亿，总规划建筑面积165万平方米。在建设中学校遭遇了征地拆迁等不少纠纷，如2002年5月，当地黑帮郭祥兴等阻挠工程建设，后被中原区公安局逮捕。2002年9月，随着第一批物理系馆、化学系馆、材料系馆、数学力学系馆、生物系馆、环保系馆和11座学生宿舍（现郑州大学荷园）建成，第一批24个院系66个专业的万余名学生进驻。在新校区建设中存在部分腐败问题，如2011年9月，原郑州大学新校区建设办公室副主任李大林因收受承建单位所送贿赂人民币11万余元、2万美元被郑州高新技术产业开发区法院以受贿罪判有期徒刑十年。

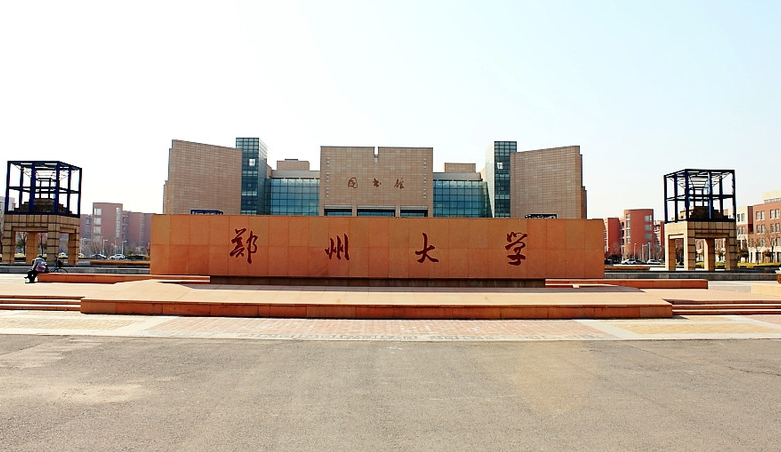
郑大图书馆

2004年2月27日，教育部部长周济与河南省省长李成玉在省部共建郑州大学协议书上签字，郑州大学正式成为国家教育部与河南省人民政府共同建设重点大学，也由此成为全国第一所省部共建大学。同年7月，与北京大学签订合作办学协议。
2007年5月30日，郑大通过教育部本科评估工作，成为教育部本科评估优秀高校。

### 2010年代
2011年，郑州大学成为24所中国研究生院院长联席会扩大高校之一，并正式成立研究生院，翌年本科生免试推荐硕士研究生比例达到15%。
2012年11月，郑州大学入选国家“中西部高校综合实力提升工程”；同月，学校入选国家首批“卓越法律人才教育培养计划”、首批“卓越医生教育培养计划”。
2013年7月，入选教育部首批来华留学生示范基地。
2016年12月23日，郑州大学举行本源教育发展基金捐赠仪式，郑大1976级校友、建业地产董事长胡葆森向母校捐赠1亿元人民币，设立“本源教育发展基金”，这是迄今郑大收到的最大一笔校友捐助。郑大将主校区中心体育场命名为“本源体育场”，由胡葆森题写。
2017年9月，郑大入选“双一流”一流大学建设高校B类的六所高校之列，其入选的一流学科有临床医学（自定）、材料科学与工程（自定）、化学（自定）三类。同年12月，郑州大学发布《郑州大学一流大学建设方案》，提出了到本世纪中叶一批学科（群）进入世界一流行列的目标。
2018年2月，郑州大学由省部共建大学升级为部省合建大学。同年7月，与中国农业科学院棉花研究所共建并成立了郑州大学农学院。
2019年10月，郑州大学获批了省部共建食管癌防治国家重点实验室 （页面存档备份，存于），系郑州大学首个国家重点实验室。

### 2020年代
2020年11月，由郑州大学承担建设的国家超级计算郑州中心获批，为中国第7个国家级超算中心，亦为河南省首个国家超级计算中心。
2022年2月11日，郑州大学入选第二轮“双一流”建设高校及建设学科名单。

## 文化
- 校徽：标志中“Z”“大”“人”表示郑大人，整体形象似山峰，又是英文第一个字母“A”，山峰象征学子勇攀高峰的进取精神，字母“A”有创建一流大学寓意。
- 校训：求是 担当  原校训为：明时风，达治体，文而不弱，武而不暴，蹈厉奋进，竭忠尽智，扶危邦，振贫民。由首任校长嵇文甫提出，2018年修改[6]
- 精神：不畏艰难，勇于拼搏；团结合作，协同攻关；求真务实，开拓创新；顾全大局，无私奉献。
- 校风：笃信 仁厚 慎思 勤勉

## 教学科研

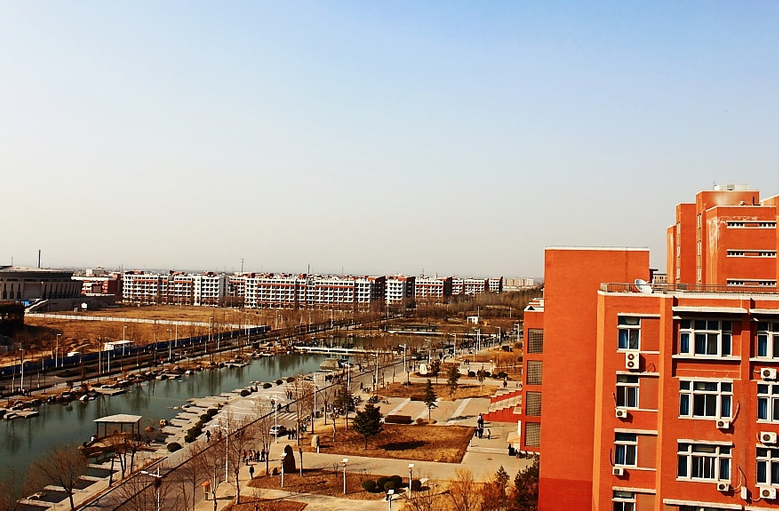
郑州大学一角

郑州大学现设有哲学、经济学、法学、教育学、文学、历史学、理学、工学、农学、医学、管理学、艺术学12大学科门类。有临床医学、材料科学与工程、化学3个一流建设学科；有凝聚态物理、材料加工工程、中国古代史、有机化学、化学工艺、病理学与病理生理学6个国家重点（培育）学科；临床医学、化学、材料科学、工程学、药理学与毒理学、生物学与生物化学、分子生物学与遗传学、神经科学与行为学、免疫学、环境与生态学、物理学、社会科学总论、计算机科学、农业科学、微生物学、植物与动物学、数学17个学科（领域）ESI排名全球前1％。
郑州大学现有51个院系，117个本科专业，31个一级学科博士学位授权点、4个博士专业学位授权点，59个一级学科硕士学位授权点、32个硕士专业学位授权点，28个博士后科研流动站。郑大先后被列入国家级卓越工程师、卓越法律人才、卓越医生教育培养高校。同时，郑大现有国家级教学团队4个，国家级专业综合改革试点专业6个，国家级特色专业14个，通过国家级认证专业17个，国家级实验教学示范中心5个。随着郑州大学入选世界一流大学建设高校，学校逐步开始压缩本科招生并扩招研究生。截止2020年9月，郑州大学在校有5万本科生，2.2万研究生（含非全日制)。依旧为全国在校人数最大的大学。
郑州大学现拥有省部共建食管癌防治国家重点实验室、橡塑模具国家工程研究中心、绿色选冶与加工国家地方联合工程研究中心、互联网医疗系统与应用国家工程实验室、重大基础设施检测修复技术国家地方联合工程实验室、国家超级计算郑州中心等10多个国家级科研平台。有12个教育部重点实验室、工程研究中心及人文社科重点研究基地；其图书馆建筑面积8.4万平方米，馆藏图书791.1万余册。拥有1个出版社，公开出版发行学术期刊13种。

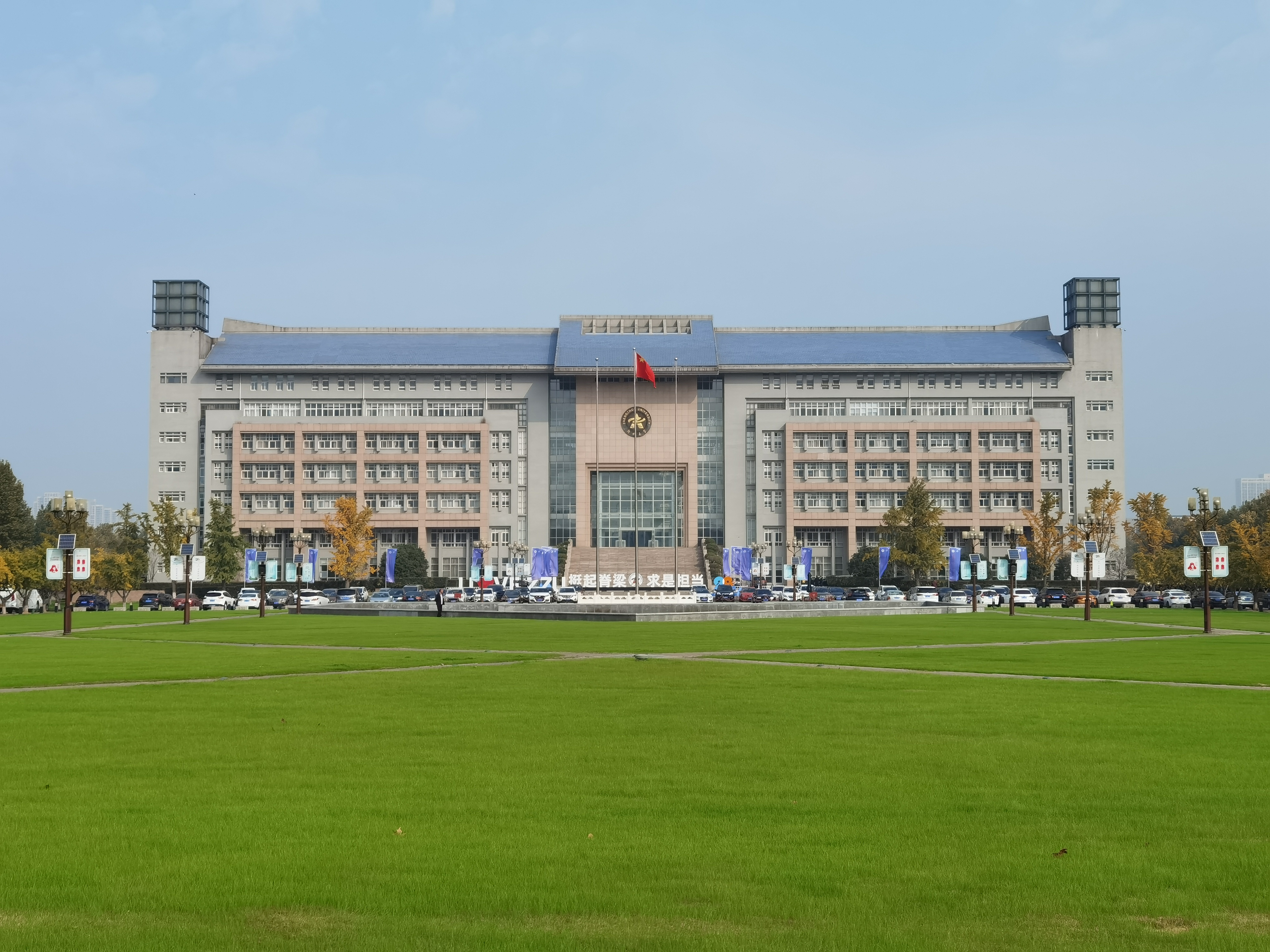
行政楼

郑州大学在神舟系列宇航员出舱面窗关键防护装置研究、磁约束热核聚变基础理论研究、车用燃料乙醇生产的关键技术及开发应用研究、非开挖工程技术和装备、“一步法”固相合成半芳香的高效制备技术、苯选择加氢制环己烯催化剂和催化工艺、难降解有机工业废水治理与毒性减排关键技术及装备、钢纤维混凝土特定结构计算理论和关键技术的研究与应用、生物遗传与表观遗传研究、植物油菜素内酯研究等领域有一些突破性研究成果，共获国家科技进步奖8项（含科普奖1项）、国家技术发明奖1项、国家自然科学奖2项。自2010年以来，郑州大学发展速度加快，先后承担国家重大专项、国家“973”计划、“863”计划、科技支撑计划等项目近100项，获国家科技进步奖1项、国家技术发明奖1项，在《Science》和《Nature》发表论文7篇，培养本土本校院士1名。 即王复明院士
自入选一流大学建设高校以来，郑州大学进行了教学与科研改革。教学方面，学校自2016年起开始实施大类招生，并于2019年启动了直博、申请—考核制博士招生工作。科研方面，学校提出了“6”+“3”的一流学科建设布局，即“肿瘤防治与转化医学”、“资源材料”、“绿色催化”“中原历史文化”、“工程安全与防灾”、“绿色高效农业”6个学科（群）和3个国家认定的一流学科（临床医学、材料与化学）。所属的10家附属医院现有国家级临床重点专科36个，省级医学重点（培育）学科141个，开放床位数3.3万余张，年门诊量突破2000万人（次），被誉为河南省医疗行业的“集团军”。其中郑州大学第一附属医院被称为“宇宙第一附院”。

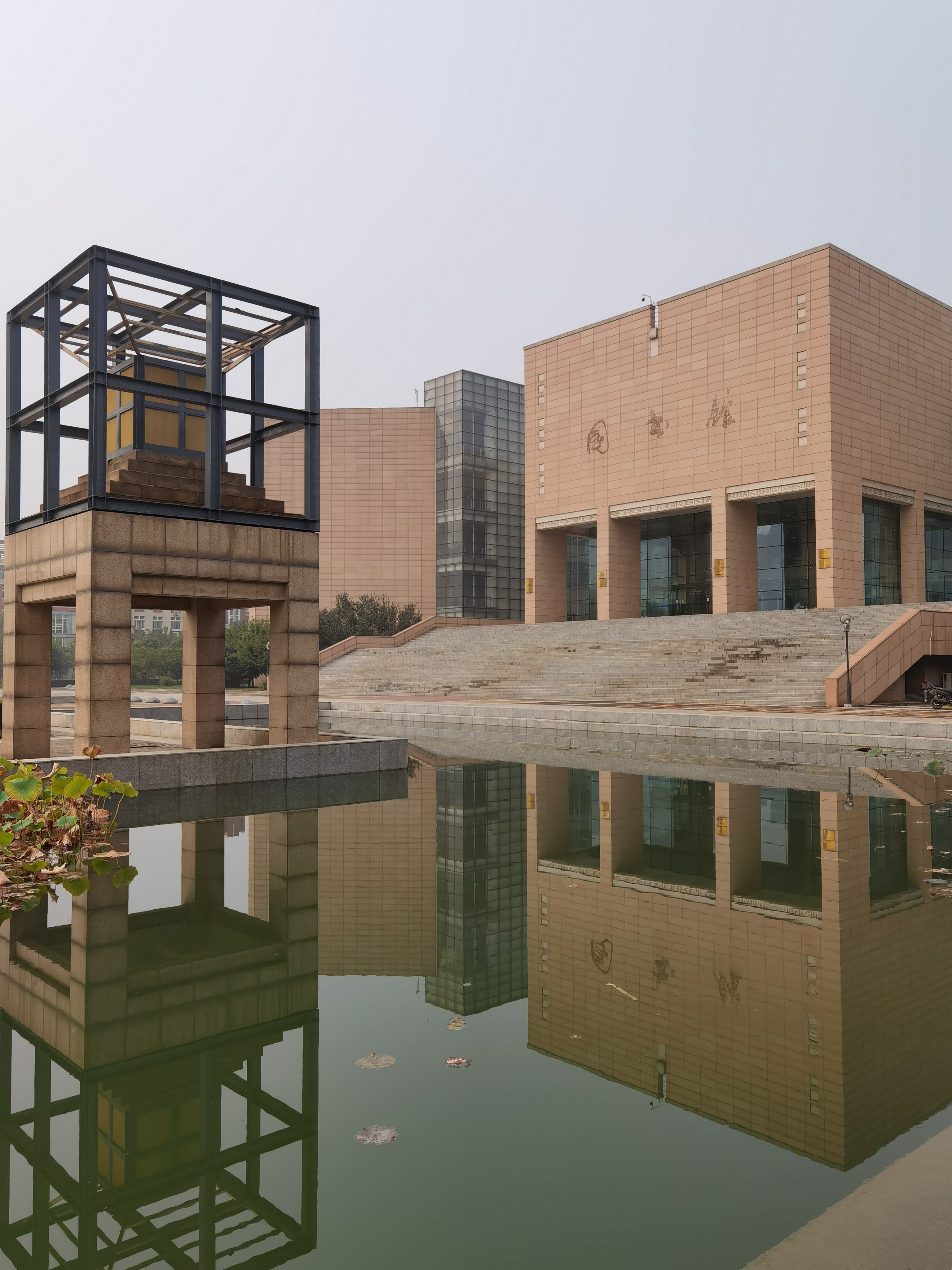
主校区图书馆

在教育部指导下，郑州大学于2019年6月13日与浙江大学签署了部省合建高校对口合作工作协议；7月12日与同济大学签署部省合建高校对口合作工作协议；9月20日与南京大学签署部省合建高校对口合作工作协议。按照协议规划，三校对郑州大学的三个双一流学科进行对口合作。

## 学生与教师

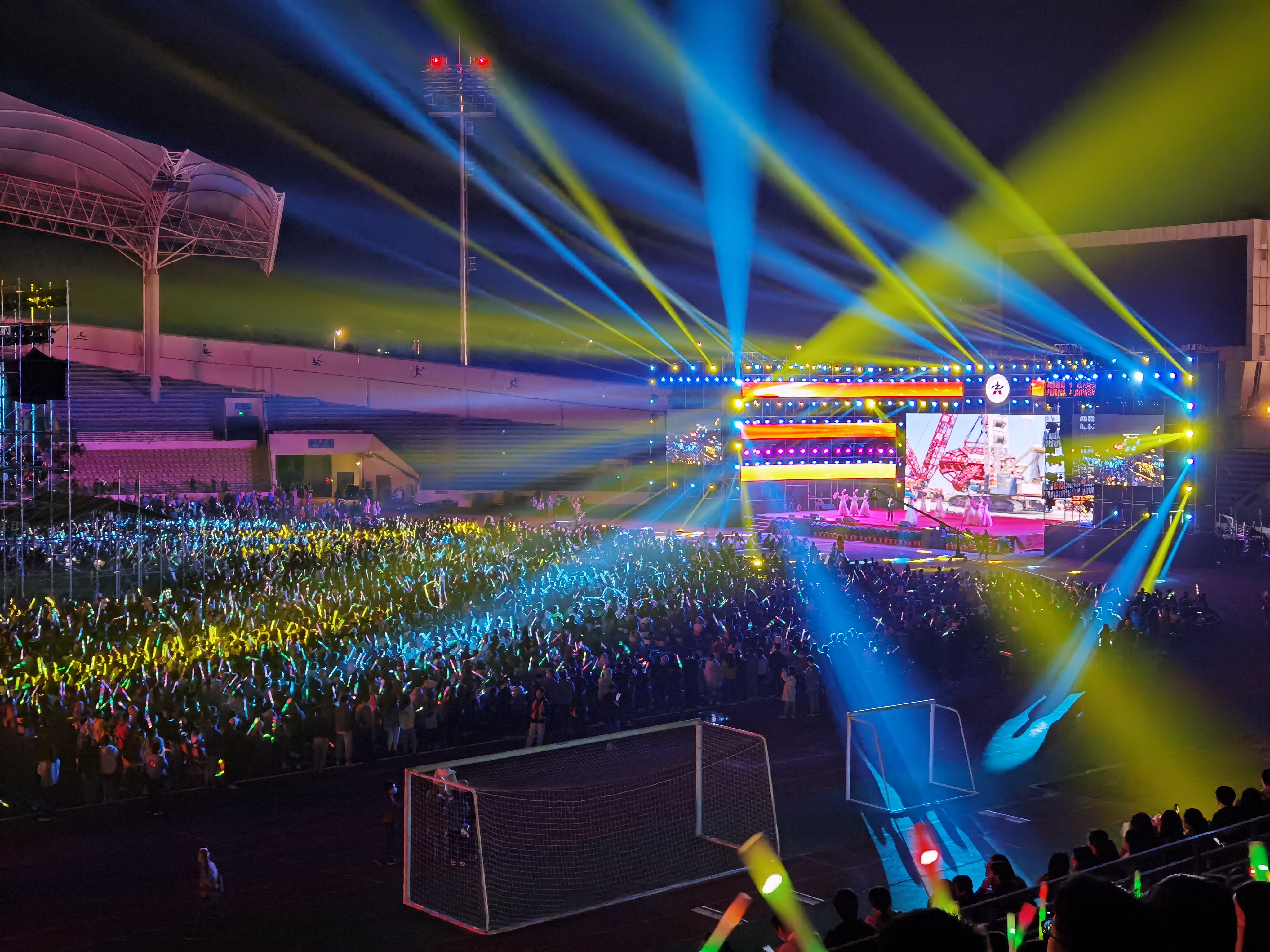
2020级新生开学典礼

截止到2024年3月，郑州大学全日制普通本科学生共4.3万余人，各类研究生2.7万余人（含非全日制），外国留学生2100余人，总计7.1万名学生，为全球在校生最多的大学。根据学校就业官网显示的数据，2025年，郑州大学预计毕业19325人，其中本科10379人，硕士研究生8361人(含非全日制)，博士研究生585人。
郑州大学现有在岗教职工5800余人，其中院士32人（全职8人，双聘24人），“国家杰出青年科学基金”获得者7人、“长江学者奖励计划”入选者11人、国家“百千万人才工程”人选24人.郑大现有教授756人，具有博士学位的教师2656人。另外还有国家级教学名师6人。其中全职院士为霍裕平、吴养洁、申长雨、弗朗斯瓦·马蒂（外籍）、李蓬5位中国科学院院士；刘炯天、杨胜利、王复明、何季麟4位中国工程院院士。刘庆柱，金碚2位学部委员。
根据2017年12月发布的《郑州大学一流大学建设方案》，郑州大学近年来不断改进招生方式，并加强优秀师资引进力度。本科生录取人数由2015年的14000余人降至近11000人。研究生由2016年的5000余人扩招至近8000人（含非全日制)。郑州大学同时启动了“穆青新闻实验班”、“人文科学实验班”、基础医学、物理、化学、历史与考古、金融学等学科拔尖学生培养计划。学校同时在嵩阳书院下开设国学班，进行交叉培养。为提高本科生交换比例，郑大设立了本科生国际交流“双千计划”和优秀本科生外语学习特别奖学金。为加强科研，学校成立了高层次人才办公室，开始招募师资博士后并引进多位院士，与多个单位合作成立了多个研究机构。学校先后引进了中国工程院崔俊芝院士担任河南省大数据研究院院长，中国科学院高俊院士担任地球科学与技术学院院长，中国工程院陈芬儿院士担任药学院、药物研究院院长。中国社会科学院学部委员刘庆柱担任历史学院、中原历史与文化研究院（考古与文化遗产学院）院长，中国社会科学院学部委员金碚担任商学院院长。

## 附属医院
- 郑州大学第一附属医院
- 郑州大学第二附属医院（原河南省妇科医院）
- 郑州大学第三附属医院（河南省妇幼保健院）
- 郑州大学第四附属医院（河南省口腔医院、河南省眼科医院） 已合并入郑州大学第一附属医院[10]
- 郑州大学第五附属医院 （原郑州铁路局中心医院）
- 郑州大学附属肿瘤医院（河南省肿瘤医院）
- 郑州大学人民医院（河南省人民医院）
- 郑州大学附属洛阳中心医院（洛阳市中心医院）
- 郑州大学附属郑州中心医院（郑州市中心医院）

## 历任校长
| 姓名   | 籍贯     | 毕业院校                         | 任期                   |
| ------ | -------- | -------------------------------- | ---------------------- |
| 嵇文甫 | 河南卫辉 | 北京大学哲学系                   | 1956年10月－1963年10月 |
| 王培育 | 河北广平 |                                  | 1963年11月－1966年7月  |
| 刘兰坡 |          |                                  | 1978年7月－1979年4月   |
| 樊道远 | 河南镇平 | 延安中央党校                     | 1979年7月－1983年4月   |
| 车得基 | 湖北武汉 | 大夏大学化学系                   | 1983年4月－1994年8月   |
| 曹策问 | 湖南长沙 | 北京大学数学力学系               | 1994年8月－2003年1月   |
| 申长雨 | 河南南阳 | 大连理工大学机械系               | 2003年2月－2012年10月  |
| 刘炯天 | 河南西峡 | 中国矿业大学（北京）煤综合利用系 | 2013年6月－2022年6月   |
| 李蓬   | 江西宁都 | 加州大学圣地亚哥分校生物医学系   | 2022年6月－            |

## 图库

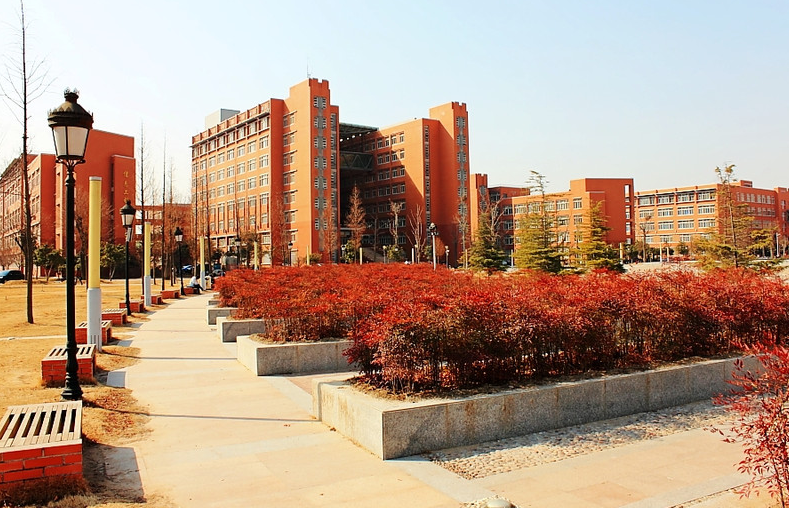
核心教学区中区
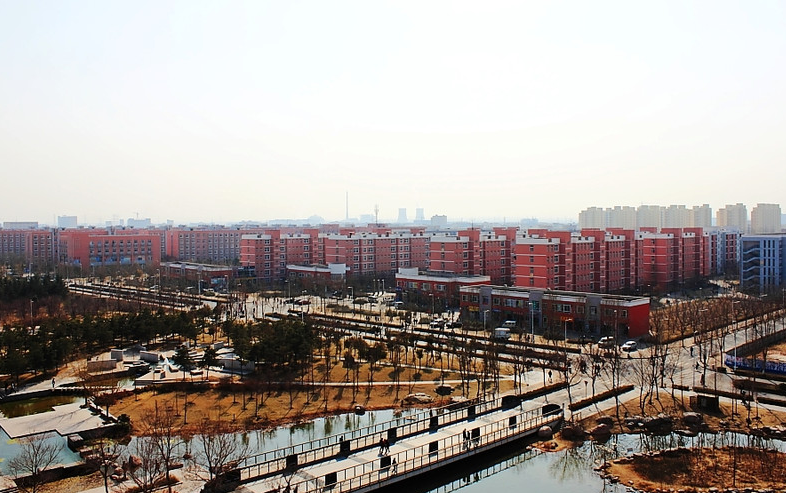
郑大校园
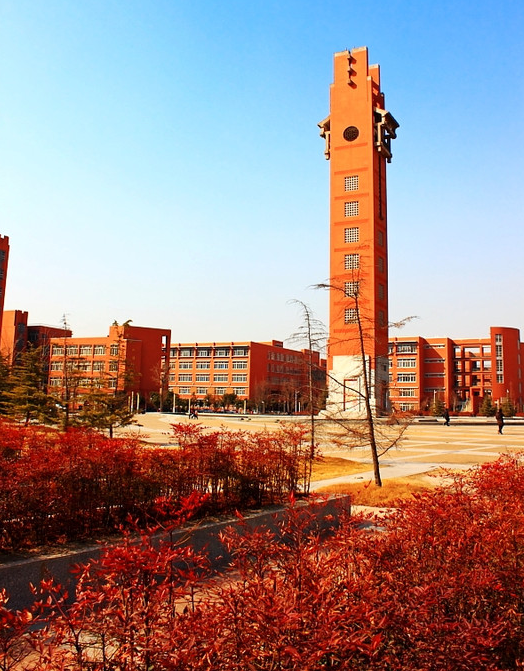
郑大风景
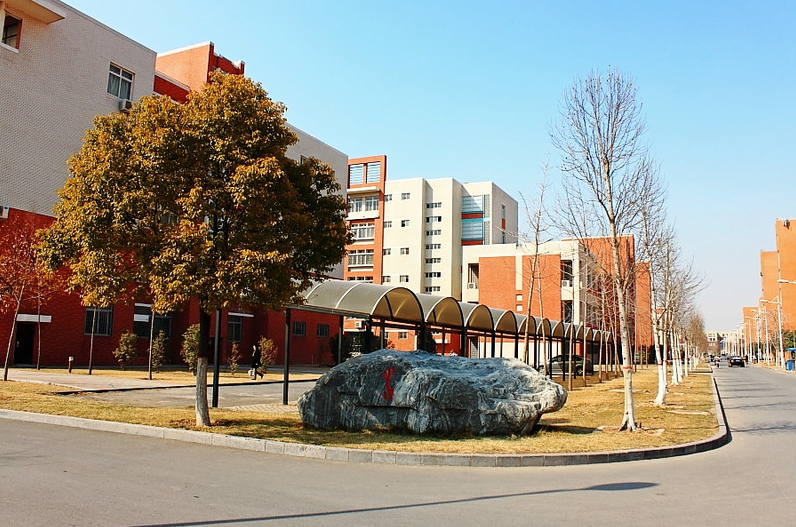
郑大一角
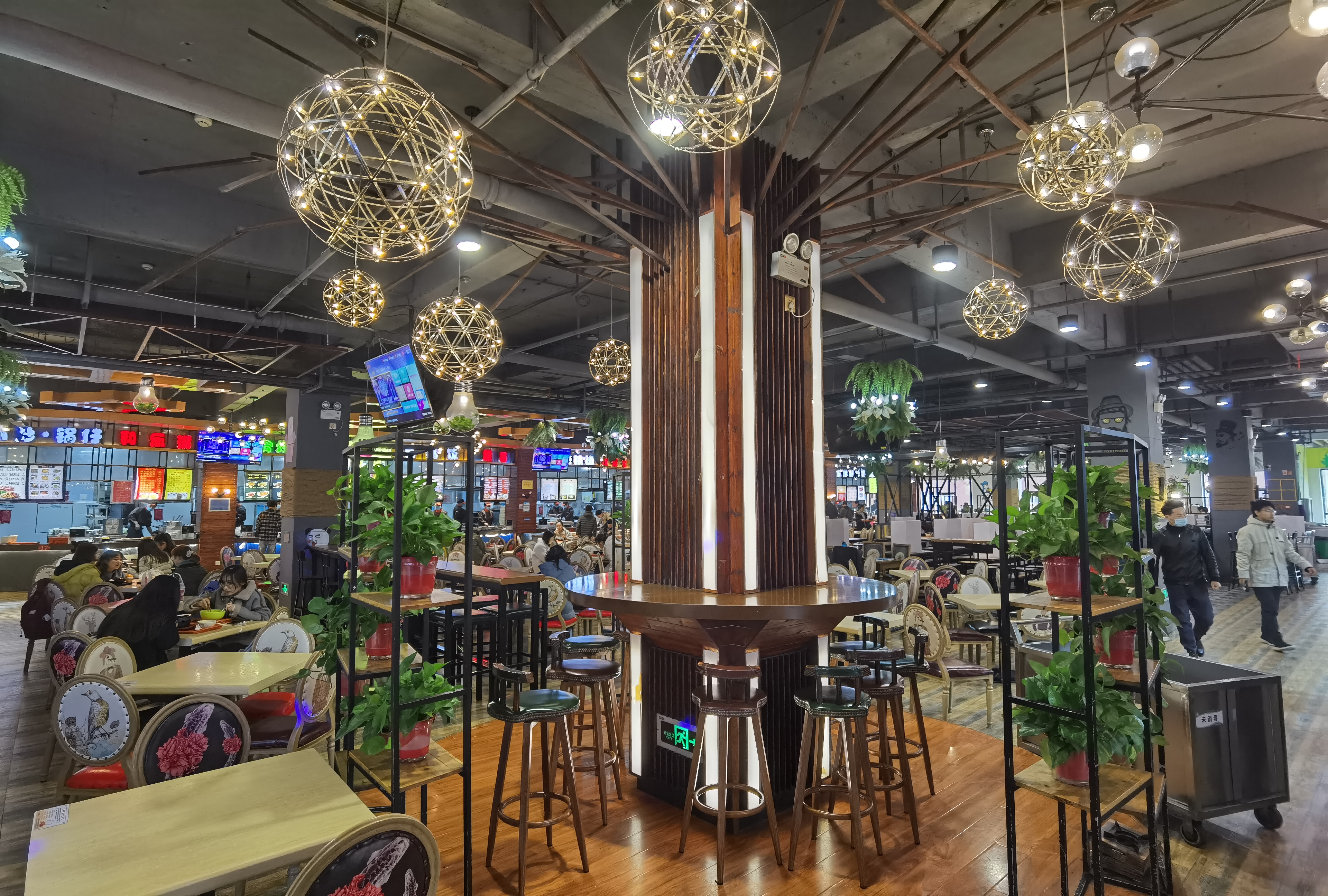
匆匆那年餐厅
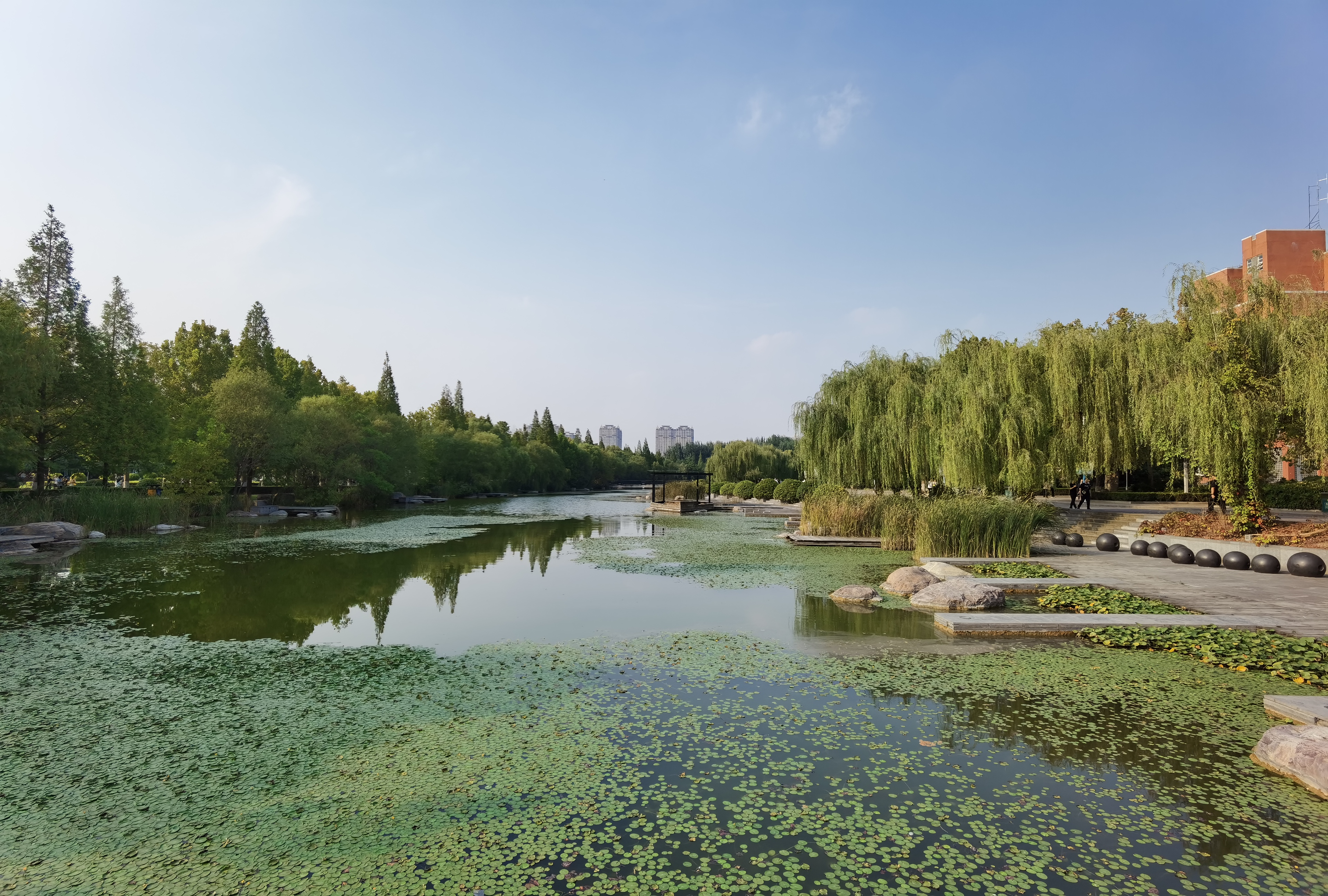
眉湖风光
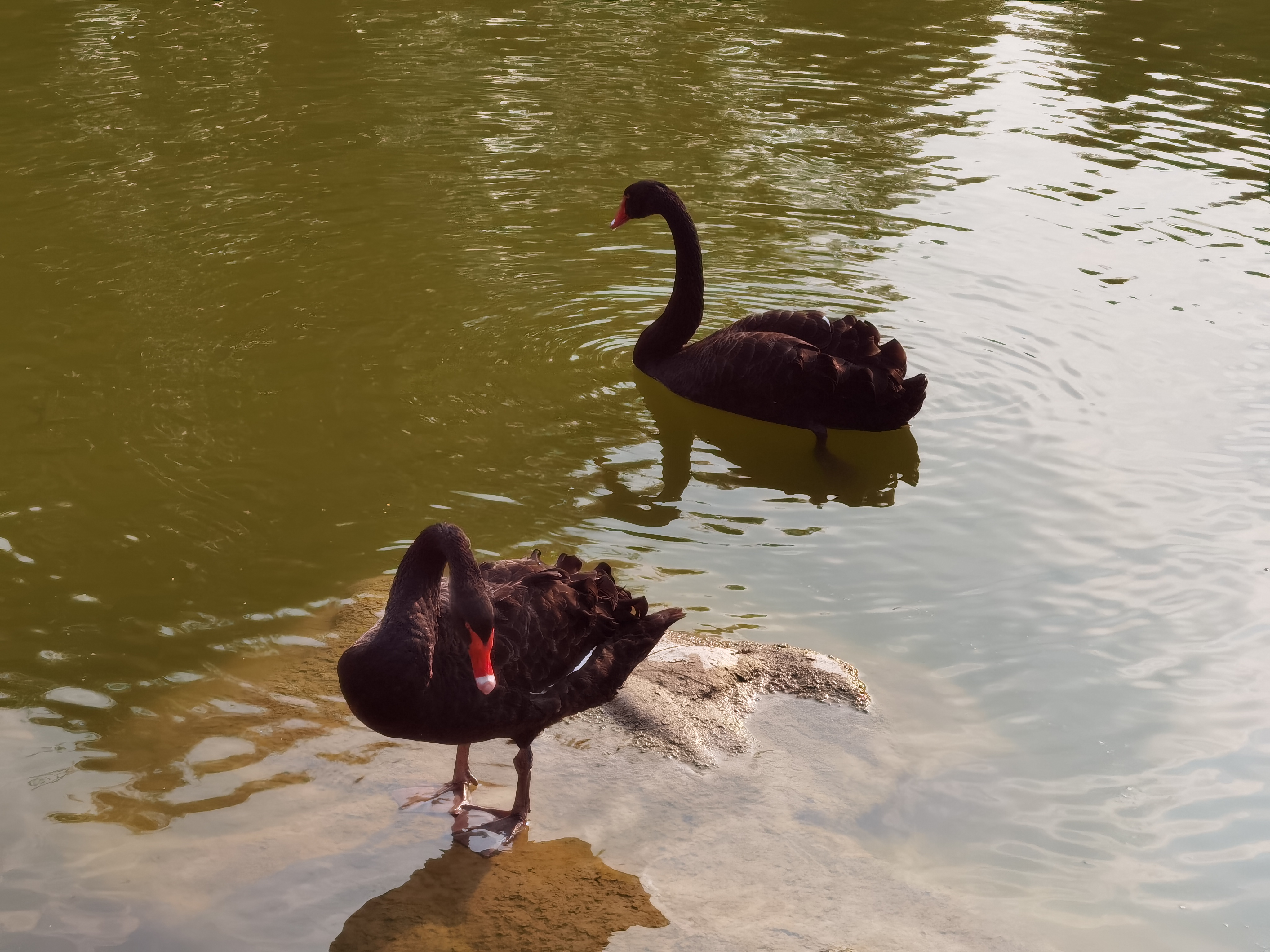
眉湖天鹅
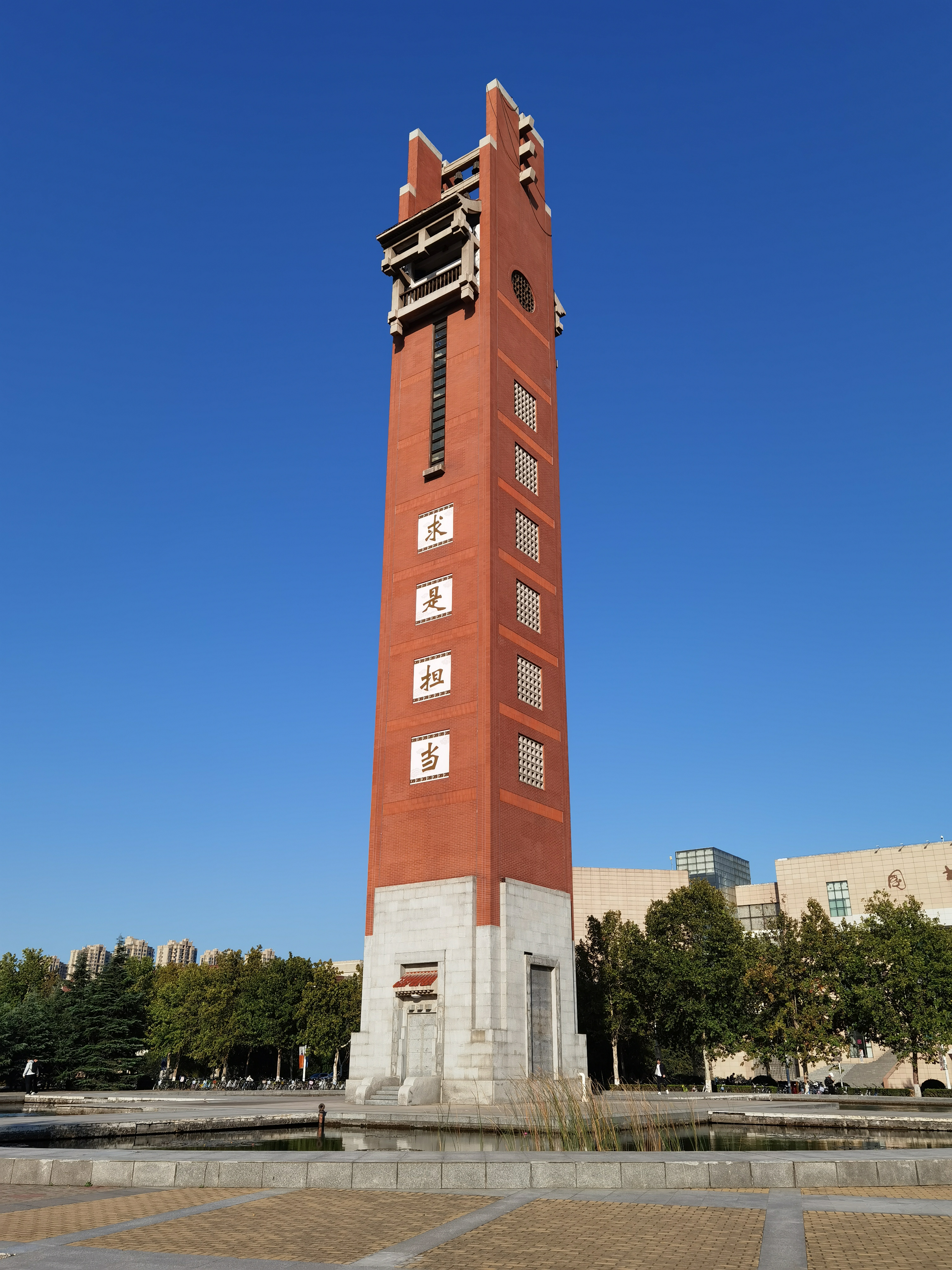
钟楼

## 交通

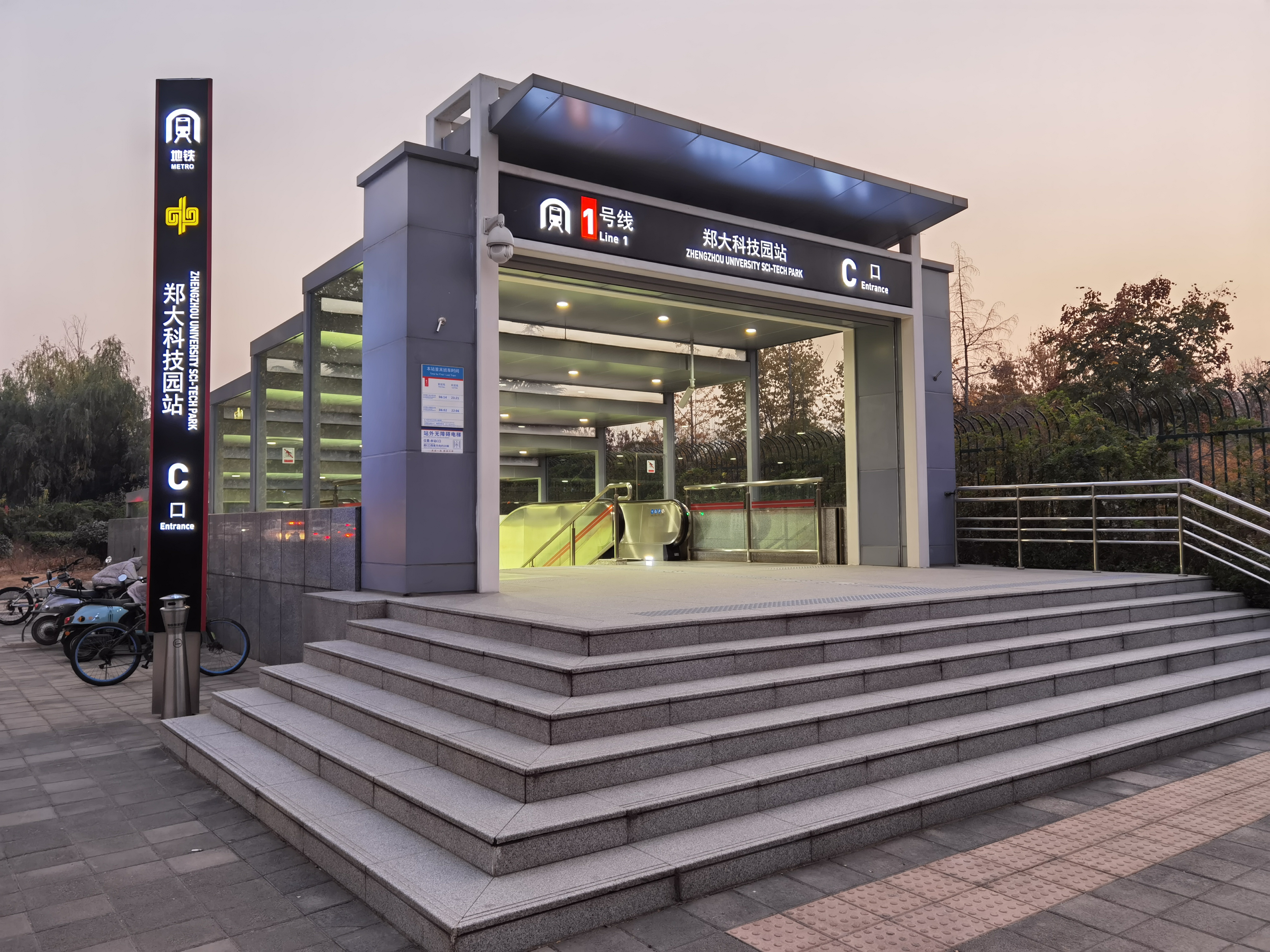
郑大科技园地铁站

郑州大学主校区、南校区、东校区均有地铁，交通较为便利。其中主校区南门、东门、北门各设一个地铁站（郑州大学站、郑大科技园站、河南工业大学站）。
| 郑大新区南门 | 郑大新区南门 | 郑大新区南门 | 郑大新区南门          | 郑大新区南门 |
| 编号         | 路线         | 路线         | 路线                  | 备注         |
| ------------ | ------------ | ------------ | --------------------- | ------------ |
| 182          | 金柏路公交站 | ⇆            | 毛寨村                |              |
| 408          | 工业路昆仑路 | ⇆            | 高新区长椿路地铁站C口 | 大学城专线   |
| B12          | 腊梅路公交站 | ⇆            | 火车站北港湾          |              |
| B67          | 金柏路公交站 | ⇆            | 紫荆山金水路西        |              |
| Y18          | 金柏路公交站 | ⇆            | 碧沙岗                | 夜间服务     |

| 郑大新区东门 | 郑大新区东门 | 郑大新区东门 | 郑大新区东门 | 郑大新区东门 |
| 编号         | 路线         | 路线         | 路线         | 备注         |
| ------------ | ------------ | ------------ | ------------ | ------------ |
| 31           | 碧沙岗       | ⇆            | 郭村社区     |              |

| 长椿路翠竹街（近东门） | 长椿路翠竹街（近东门） | 长椿路翠竹街（近东门） | 长椿路翠竹街（近东门） | 长椿路翠竹街（近东门） |
| 编号                   | 路线                   | 路线                   | 路线                   | 备注                   |
| ---------------------- | ---------------------- | ---------------------- | ---------------------- | ---------------------- |
| 271                    | 石楠路公交站           | ⇆                      | 汉启路绿源路           |                        |
| S151                   | 紫竹路公交站           | ⇆                      | 宏达街长兴路           |                        |
| 游1                    | 已停办                 | 已停办                 | 已停办                 | 已停办                 |

| 师新庄（近北门） | 师新庄（近北门）      | 师新庄（近北门）      | 师新庄（近北门）      | 师新庄（近北门）      |
| 编号             | 路线                  | 路线                  | 路线                  | 备注                  |
| ---------------- | --------------------- | --------------------- | --------------------- | --------------------- |
| 271              | 石楠路公交站          | ⇆                     | 汉启路绿源路          |                       |
| B27              | 金柏路公交站          | ⇆                     | 翠竹街郑州外国语学校  |                       |
| S150             | 正弘汇                | ⇆                     | 黄杨街枫林路          |                       |
| S152             | 已于2025年1月13日停办 | 已于2025年1月13日停办 | 已于2025年1月13日停办 | 已于2025年1月13日停办 |

| 郑州大学（近北门） | 郑州大学（近北门） | 郑州大学（近北门） | 郑州大学（近北门） | 郑州大学（近北门） |
| 编号               | 路线               | 路线               | 路线               | 备注               |
| ------------------ | ------------------ | ------------------ | ------------------ | ------------------ |
| G12                | 中原西路乔楼       | ⇆                  | 华山路公交站       |                    |
| 58                 | 华山路公交站       | ⇆                  | 火车站西广场       |                    |
| 60                 | 赵坡新村           | ⇆                  | 郑州东站           |                    |
| G102               | 伏牛路电器厂       | ⇆                  | 中州大道广电南路   | 曾为无轨电车       |
| 560                | 白寨镇             | ⇆                  | 火车站北港湾       |                    |
| B12                | 腊梅路公交站       | ⇆                  | 火车站北港湾       |                    |

| 大学路桃源路（近东门） | 大学路桃源路（近东门） | 大学路桃源路（近东门） | 大学路桃源路（近东门） | 大学路桃源路（近东门） |
| 编号                   | 路线                   | 路线                   | 路线                   | 备注                   |
| ---------------------- | ---------------------- | ---------------------- | ---------------------- | ---------------------- |
| 4                      | 侯寨                   | ⇆                      | 火车站北港湾           |                        |
| G63                    | 八卦庙公交站           | ⇆                      | 中州大道农业路         |                        |
| 63区间                 | 已停办                 | 已停办                 | 已停办                 | 已停办                 |
| G82                    | 嵩山南路南四环         | ⇆                      | 晨旭路中州大道         | B2路支线               |
| 111                    | 百荣世贸商城北门       | ⇆                      | 昆仑路陇海路           |                        |
| 201                    | 西三环淮河路           | ⇆                      | 火车站西广场           |                        |
| 217                    | 已于2024年12月29日停办 | 已于2024年12月29日停办 | 已于2024年12月29日停办 | 已于2024年12月29日停办 |
| 256                    | 郑密路公交站           | ⇆                      | 火车站西广场           |                        |
| 277                    | 文和路蓝佩路           | ⇆                      | 医学院                 |                        |
| 552                    | 华南城公交站           | ⇆                      | 医学院                 |                        |
| 903                    | 航海路秦岭路           | ⇆                      | 农业路中州大道         |                        |
| G904                   | 紫玉路公交站           | ⇆                      | 北三环文化路           | 原904路、T4路          |
| 906                    | 佛岗村公交站           | ⇆                      | 郑州海洋馆             |                        |
| Y15                    | 嵩山南路南四环         | ⇆                      | 火车站南港湾           | 夜间服务               |
| Y21                    | 佛岗村公交站           | ⇆                      | 紫荆山人民路           | 夜间服务               |

| 文化路丰产路 | 文化路丰产路           | 文化路丰产路           | 文化路丰产路           | 文化路丰产路           |
| 编号         | 路线                   | 路线                   | 路线                   | 备注                   |
| ------------ | ---------------------- | ---------------------- | ---------------------- | ---------------------- |
| 6            | 东赵公交站             | ⇆                      | 火车站北港湾           |                        |
| 28           | 省体育中心             | ⇆                      | 紫荆山金水路西         |                        |
| 64           | 已于2023年11月4日停办  | 已于2023年11月4日停办  | 已于2023年11月4日停办  | 已于2023年11月4日停办  |
| G83          | 华山路淮河路           | ⇆                      | 经三路农科路           |                        |
| G86          | 经南五路公交站         | ⇆                      | 建设路国棉六厂         |                        |
| 906          | 佛岗村公交站           | ⇆                      | 郑州海洋馆             |                        |
| 966          | 已于2023年10月27日停办 | 已于2023年10月27日停办 | 已于2023年10月27日停办 | 已于2023年10月27日停办 |
| Y6           | 东赵公交站             | ⇆                      | 火车站北港湾           | 夜间服务               |

| 红专路文化路 | 红专路文化路          | 红专路文化路          | 红专路文化路          | 红专路文化路          |
| 编号         | 路线                  | 路线                  | 路线                  | 备注                  |
| ------------ | --------------------- | --------------------- | --------------------- | --------------------- |
| B37          | 已于2023年9月21日停办 | 已于2023年9月21日停办 | 已于2023年9月21日停办 | 已于2023年9月21日停办 |

| 丰产路文化路 | 丰产路文化路          | 丰产路文化路          | 丰产路文化路          | 丰产路文化路          |
| 编号         | 路线                  | 路线                  | 路线                  | 备注                  |
| ------------ | --------------------- | --------------------- | --------------------- | --------------------- |
| B37          | 已于2023年9月21日停办 | 已于2023年9月21日停办 | 已于2023年9月21日停办 | 已于2023年9月21日停办 |

## 争议
作为河南省龙头学校，郑州大学一直因“大而不强”而饱受批评，特别是入选一流大学B类以后，多方对同入选的郑云新（郑州大学、云南大学、新疆大学）提出了批评。其中郑州大学在第四轮学科评估中的表现（无A类学科，7个B+）和三个一流学科全部为自定而受到了网民的争议。亦有网友指出相较第三次学科评估，郑大进步明显，未来郑州大学可能会进一步发展。

### 合作办学
在郑州大学历史上，先后出现过郑州大学西亚斯国际学院（现郑州西亚斯学院）、郑州大学升达经贸管理学院（现郑州升达经贸管理学院）、郑州大学佛罗里达国际学院（现郑州大学国际学院）、郑州大学体育学院等二级中外合作办学机构。大部分学院无独立法人资格而挂靠在郑州大学名下招生，发放郑州大学毕业证与学位证。除郑州大学佛罗里达国际学院后更名郑州大学国际学院并在南、北校区一本招生外，其他学校均为挂名，实际上与郑州大学除学位外并无关系，引来郑州大学校本部及其他高校学生的批评。由于招生过程不严谨，郑州大学西亚斯国际学院2016年一山东录取学生家长于2017年将郑州大学告上法庭，要求发放郑州大学录取通知书并转学至郑州大学新校区相同专业学习。一审河南省中牟县法院根据教育部《2016年高考招生工作规定》，认定考生录取通知书由校长签发，加盖本校校章，寄给录取考生。而该生收到的，是由西亚斯学院董事长签发、加盖郑州大学西亚斯学院公章的通知书，法院判决，郑州大学未以本校名义向原告发放录取通知书的行为违法。此后郑大不服，提起上诉。二审法院郑州市中院认为，郑州大学发放录取通知书的行为不规范，但已经履行了法定职责，不构成违法，驳回了该生的诉讼请求。此事在互联网上引起广泛争议，次年西亚斯停止在河南省以外省份招生。
郑州升达经贸管理学院于2011年5月转设为民办学校。郑州西亚斯学院于2019年1月转设为民办学校（2019年仍然在校的2016、2017、2018级学生依旧发郑州大学毕业证与学位证）。郑州大学体育学院仍作为郑州大学二级学院对外招生并发放郑州大学双证。